# Акис Цохадзопулос
Апостолос-Атанасиос (Акис) Евангелу Цохадзо̀пулос (на гръцки: Άκης Τσοχατζόπουλος) е гръцки политик, дългогодишен министър от ПАСОК, осъден за получаване на подкупи и пране на пари.

## Биография
Акис Цохадзопулос е роден в Атина, но израства в Солун, където семейството му се преселва през 1940 г. Баща му е по произход от Цариград, а майка му - от Янина. Като младеж се занимава активно с баскетбол, две години играе за солунския отбор ПАОК.
Учи в Техническия университет в Мюнхен и получава дипломи за инженер (1964) и инженер-икономист (1967). Работи в строителни фирми в Западна Германия, Австрия, Швейцария и Италия до 1975 г.
През 1964 г. се жени за германката Гудрун Молденхауер, от която има дъщеря и син. През 2004 г. сключва втори брак с гъркинята Василикѝ Стама̀ти.
Акис Цохадзопулос се запознава и сближава с Андреас Папандреу през 1968 г. и след две години става член на емигрантското Общогръцкото освободително движение. Член-основател на неговата партия Общогръцко социалистическо движение (ПАСОК). Неин депутат в гръцкия парламент от 1981 г. до 2007 г., избиран в 1981 година от цялата страна, а след това винаги от Първи солунски район.
Заема редица министерски постове като представител на ПАСОК:
- министър на обществените работи (на строителството) (1981 – 1984);
- министър към кабинета на министър-председателя (1984–1985);
- министър на труда (1985);
- министър към президиума на правителството (министър на държавната администрация) (1985–1987);
- министър на вътрешните работи (1987–1989, 1993–1996);
- министър на транспорта и инфраструктурата (1989–1990), в широкоалиционното правителство на Ксенофон Золотас;
- министър на отбраната (1996–2001);
- министър на икономическото развитие (2001–2004).

Замествайки Андреас Папандреу по време на болестта му, през 1995 г. изпълнява длъжността на министър-председател. Секретар на ПАСОК (1990–1994), вицепрезидент на Партията на европейските социалисти (1995).
През 2010 г. започват за се появяват публикации, обвиняващи Акис Цохадзопулос в редица престъпления. През юли 2011 гръцкият парламент с огромно мнозинство гласува материалите срещу него да се предадат на съдебните власти. Цохадзопулос е арестуван през април 2012 г., а на 7 октомври 2013 г. е осъден на максималната присъда от 20 години затвор за получаване на подкупи и за пране на пари. По процеса са намерени за виновни още 15 души, включително негови най-близки роднини. Първата му съпруга Гудрун Молденхауер получава 6-годишна присъда, а втората Василики Стамати – 12 години. Дъщеря му е осъдена условно. Поради напредналата възраст се очаква Цохадзопулос да излежи само една пета от присъдата, тоест само три години. През 2018 г. е освободен от затвора, а на 27 август 2021 г. умира от инфаркт.